# Пасічна вулиця (Київ)
Па́січна вулиця — вулиця в Дарницькому районі міста Києва, селище Бортничі. Пролягає від вулиці Коцюбинського до Лугової вулиці.
Прилучаються вулиця Йоганна Вольфганга Ґете, провулок Богдана-Ігоря Антонича та Гречаний провулок.

## Історія
Виникла в першій третині XX століття (не пізніше кінця 1930-х років), мала  назву вулиця Котовського, на честь радянського військового діяча часів громадянської війни Григорія Котовського.
Сучасна назва — з 2015 року.